# Popa Tanda
Popa Tanda es una novela corta de tipo realista, encuadrada dentro de la corriente literaria del realismo literario europeo de finales del siglo XIX, escrita por Ioan Slavici y publicada primero en la revista de Conversaciones literarias en 1875 y luego en el volumen Novelas del pueblo en 1881. Esta novela corta cuenta el destino de un sacerdote transilvano que logra que cambie para bien la vida de unas comunidades por el poder del propio ejemplo positivo.

## Resumen

### Encuadre de la novela
El padre Trandafir, quien es natural del pueblo de Butucani, se convierte en el sacerdote de su propio pueblo. En esta localidad la gente es buena, y son feligreses generosos, con buenos cabezas de familia y sobre todo ricos, pero que en contrapartida tienen algunos defectos graves: les cuesta ser sinceros y enfrentarse abiertamente a sus defectos. El joven sacerdote, quien es un hombre temeroso de Dios, trabajador y modesto, es excesivamente sincero y directo para los estándares de la localidad y por eso los aldeanos no tienen mucho aprecio.

### Trama principal
Los aldeanos se encuentran muy insatisfechos con las críticas del cura y planean deshacerse de una persona moralmente tan recta y directa, de modo que se  presentan en la oficina del obispo y consiguen el traslado del padre Trandafir al pueblo de Sărăceni, ubicado en Valea Seacă, un lugar apartado y cerrado entre las montañas, muy pobre en comparación con Butucani y con una distribución de la población dispersa. La gente de este nuevo lugar, además de carecer de bienes materiales y de vivir en la más absoluta precariedad, es tremendamente perezosa y descuidada. Debido a esa dejadez por los jardines y por las casas, la imagen que ofrece la aldea es desoladora. Incluso la iglesia se encuentra en un estado deplorable. Tanto así que se nos presenta como un edificio que sería mejor demoler y construirlo de nuevo.
Pese a que la montaña les provee recursos a los aldeanos, estos viven en la indigencia debido a su pereza y también a que se habían acomodado a ese estilo de vida de tal forma que cualquier cambio o mejora los consideran inútiles. Esta abulia se debe al desconocimiento, dado que los aldeanos no han salido de su pueblo y por lo tanto carecen de otros referentes en los que inspirarse.
Sin embargo el nuevo sacerdote está determinado en lograr un cambio radical en su nuevo destino eclesiástico, por lo que intenta convencer con sus sermones a la gente del pueblo sobre la importancia y los beneficios que tiene el trabajo. No obstante, predica en vano, puesto que los feligreses no le hacen caso y se marchan de la iglesia sin prestarle atención. Esto no amilana al cura, quien persiste en su actitud e intenta diversas formas de incitarlos a trabajar: yendo de casa en casa a hablar con ellos, usando la ironía y hasta la burla, sin embargo no consigue nada.
Pasan los años y el cura descubre amargamente que los recursos de los que disponía para vivir se han ido esfumado poco a poco y que no le queda apenas para vivir. Además el aspecto que presenta la casa parroquial ya no es muy diferente del que tienen las demás casas del pueblo. Debido a esto el padre reza para encontrar una solución a la grave pobreza que se cierne sobre él y acuciado por la necesidad comienza por adecentar su propia casa. De este modo va consiguiendo una pequeña mejora diaria en su situación y los resultados no tardan en llegar: hay orden, limpieza, el huerto le proporciona verduras y alimento, además se hace con caballos y un carro. De esta forma va sirviendo de ejemplo a los habitantes del pueblo, quienes poco a poco empiezan a imitarlo.

### Conclusión
La transformación se va produciendo a lo largo del tiempo y a lo largo del libro se nos va presentando al protagonista Popa Tanda desde su juventud, hasta su vejez, consiguiendo que la aldea de destino se transforme completamente en un lugar hermoso y bien acondicionado, rodeado de huertos pulcros y fructíferos, por lo que los aldeanos, pese a las reticencias de los comienzos, acaban por tener en alta estima al cura y a su familia. Por todo ello al final se nos presenta ya como un hombre anciano, feliz y satisfecho, alegre por el sentimiento del deber cumplido.

## Personajes
Personaje principal  esta novelas cortas es el cura Rosa, quien más tarde será apodado Popa Tanda.
Otros personajes: 
- La esposa del cura, quien es un prototipo de mujer fiel y digna.
- Cozonac, el campanero de la iglesia, que más tarde se convertirá en el sirviente del sacerdote,
- Marcu Florri es el vecino del cura y acaba ayudándolo en su trabajo.
- Mitru el gitano.

## Voz narrativa
Pese a que la voz narrativa es heterodiegética, esta evoluciona emocionalmente a lo largo de la novela, por el grado de implicación en los hechos o ideas presentados. Se van incluyendo a lo largo del texto juicios moralizantes, que muestran claramente la forma de pensar del escritor. 

## Estilo narrativo
Slavici se muestra en esta novela como gran dominador de la combinación entre narrativa, descripción y diálogo. El estilo directo se entrelaza con el indirecto y el indirecto libre.

## Valoraciones
Mihai Eminescu, el afamado escritor rumano valoró que el cuento Popa Tanda diciendo de ella que: "es una creación digna de aparecer en cualquier libro de lectura".